# HMS Agincourt (1796)
Pour les autres navires du même nom, voir HMS Agincourt et HMS Bristol.
Le HMS Agincourt est un vaisseau de ligne de 3e rang armé de 64 canons lancé le 23 juillet 1796 à Blackwall Yard. Construit en 1796 pour la compagnie anglaise des Indes orientales et initialement nommé Earl Talbot, il est acheté par la Royal Navy la même année. Rayé du service actif en 1809, il est converti en navire-prison en 1812 et renommé HMS Bristol, puis détruit en 1814.

## Sources
- (en) Cet article est partiellement ou en totalité issu de l’article de Wikipédia en anglais intitulé « HMS Agincourt (1796) » (voir la liste des auteurs).
- (en) Brian Lavery, The Ship of the Line, vol. 1 : The Development of the Battlefleet 1650-1850, Conway Maritime Press, 2003 (ISBN 0-85177-252-8)